# ティム・アサートン
ティム・アサートン（英語: Tim Atherton, 本名：ティモシー・イアン・アサートン（Timothy Ian Atherton、1989年11月7日 - ）は、オーストラリア連邦ニューサウスウェールズ州ケンプシー出身のプロ野球選手(投手)。
オーストラリア先住民であるアボリジニの一派であるガンダンガラ人である。

## 経歴
2010年冬季にオーストラリアン・ベースボールリーグ(ABL)のキャンベラ・キャバルリーでプレーした。ここでは16試合に登板し、2勝3敗3セーブ、防御率4.67を記録した。

### ツインズ傘下時代
2011年5月1日にミネソタ・ツインズとマイナー契約を結び、プロ入りを果たした。
同年6月16日に傘下ルーキーリーグのガルフ・コーストリーグ・ツインズへ配属された。ここでは4試合(1試合で先発)登板し、防御率2.25を記録した。8月5日に傘下アドバンスルーキーリーグのエリザベストン・ツインズへ昇格した。ここでは6試合(4試合で先発)登板し、3勝0敗、防御率1.50を記録した。
オフには前年同様にABLのキャンベラ・キャバルリーでプレーした。ここでは、3試合に先発登板し、0勝1敗、防御率9.56を記録した。
2012年4月4日に保留選手名簿に登録された。5月25日に傘下Aベロイト・スナッパーズへ昇格した。9月4日に故障者リスト入りした。最終的に26試合に登板し、1勝2敗、防御率3.10を記録した。
オフにはABLのシドニー・ブルーソックスでプレーした。ここでは9試合(8試合で先発)登板し、2勝1敗、防御率2.44を記録した。
2013年は傘下Aシーダーラピッズ・カーネルズでプレーした。31試合(11試合で先発)登板し、8勝5敗2セーブ、防御率2.54を記録した。

### アスレチックス傘下時代
2013年12月12日にルール・ファイブ・ドラフトでオークランド・アスレチックスへ移籍した。
2014年3月2日にニューサウスウェールズ州シドニーで初めてオーストラリアで開催されたMLB開幕戦の前に開催された親善試合である「オーストラリアン・チャレンジ」のオーストラリア代表に選出された。
シーズンでは3月31日に傘下アドバンスAストックトン・ポーツへ配属された。4月29日に故障者リスト入りした。5月1日に故障者リスト入りした。5月10日に、復帰した。7月5日に傘下AAAサクラメント・リバーキャッツへ昇格した。7月7日に傘下アドバンスAストックトンへ降格した。7月8日にDL入りした。8月31日に傘下AAAサクラメントへ昇格した。最終的に傘下アドバンスAストックトンでは、15試合に先発登板し、6勝2敗、防御率5.04を記録した。傘下AAAサクラメントでは1試合に先発登板した。
オフには3シーズン振りにABLのキャンベラ・キャバルリーでプレーした。ここでは12試合に先発登板し、6勝2敗、防御率3.56を記録した。
2015年4月8日に傘下アドバンスAストックトンへ降格した。ここでは、4試合に先発登板し、防御率1.17を記録した。4月27日に傘下AAミッドランド・ロックハウンズへ昇格した。7月8日に故障者リスト入りした。7月15日に復帰した。7月26日にDL入りした。8月31日に復帰した。9月5日に故障者リスト入りした。オフに FAとなった。

### アスレチックス退団後
2015年オフに肩の手術を行なった影響で、ABLでプレーすることは無かった。
2016年6月6日に第28回ハーレムベースボールウィークのオーストラリア代表に選出された。
2017年2月9日に第4回ワールド・ベースボール・クラシック(WBC)本戦のオーストラリア代表に選出された。3月8日の日本戦に先発登板し、筒香嘉智から奪三振を記録するなど、4回を投げ無失点に抑えていた。
10月20日にABLに参加し、ブリスベン・バンディッツでプレーすることになった。
2018年には、CPBLの中信兄弟の入団テストを受験するも、入団には至らなかった。
2019年10月8日に第2回WBSCプレミア12のオーストラリア代表に選出された。
2023年2月10日に第5回WBCのオーストラリア代表に選出され、2大会連続2度目の選出を果たすと共に、投手キャプテンを務めることになった。しかし、一身上の都合により途中離脱することとなった。

## 詳細情報

### 背番号
ABL
- 12 (2011年 - 同年終了)
- 37 (2012年 - 同年終了)
- 24 (2014年 - 同年終了)

### 代表歴
- 2016 ハーレムベースボールウィーク オーストラリア代表
- 2017 ワールド・ベースボール・クラシック・オーストラリア代表
- 2019 WBSCプレミア12 オーストラリア代表
- 2023 ワールド・ベースボール・クラシック・オーストラリア代表